# Omosita
Osmosita, Saprobia, Scatocharis
Genre
Synonymes
- Osmosita Melsheimer, 1844
- Saprobia Ganglbauer, 1899
- Scatocharis Gistel, 1856

Omosita est un genre d'insectes coléoptères de la famille des Nitidulidae.

## Classification
Le genre Omosita est décrit en 1843 par l'entomologiste allemand Wilhelm Ferdinand Erichson (1809-1848),,,.

### Synonymes
Selon GBIF en 2023, le nombre de synonymes est de trois :
- Osmosita Melsheimer, 1844
- Saprobia Ganglbauer, 1899
- Scatocharis Gistel, 1856[2]

### Sous-famille et tribu
Le genre est assigné à la sous-famille des Nitidulinae par Erichson en 1843, et repris en 1937 par le paléontologue français Nicolas Théobald. Il est assigné à la tribu des Nitidulini par Kirejshuk en 2008,.

### Fossiles
Ce genre a un seul fossile référencé en 1937 par Nicolas Théobald, de la collection Mieg déposée au muséum d'histoire naturelle de Bâle et venant de Kleinkembs en Bade-Wurtemberg.

## Description du fossile

### Caractères
La diagnose de Nicolas Théobald en 1937, : Il s'agit d'un 

« insecte de petite taille, couché sur le ventre. Coloration brunâtre, légèrement plus claire sur les bords extérieurs des élytres, du corselet et de la tête. Yeux noirs.
Forme ovale, légèrement allongée. Tête courte ; front à peine saillant, trapézoïdal ; deux yeux composés à facettes encore visibles. Prothorax largement échancré à l'avant, angles antérieurs fortement saillants ; côtés latéraux convexes, élargis et s'écartant légèrement vers l'arrière ; côté postérieur légèrement sinueux, angles postérieurs droits ; surface lisse. par transparence on voit les hanches I écartées, ainsi que les hanches II et III. Abdomen montrant cinq segments courts. Élytres débordant largement le corps ; surface chagrinée ; un fragment de cérène est visible ; le reste des élytres est caché sous l'abdomen. ».

### Dimensions
La longueur totale est de 4 mm ; la tête a une longueur de 0,75 mm et une largeur de 1 mm (yeux compris) ; le corselet a une longueur de 0,75 mm et une largeur de 2 mm ; les élytres ont une longueur sz 2,5 mm et une largeur de 2 mm (pour les deux élytres).

### Affinités
« L'insecte présente les caractères des Nitidulidae. Par le bord aplati des élytres et du corselet, il se rapproche des g. Omosita, Amphotis et Soronia. en l'absence des antennes, la détermination reste douteuse. ».

## Liste d'espèces
Ces six espèces appartiennent au genre Omosita:
- Omosita colon (Linnaeus, 1758) i c g b
- Omosita depressa (Linnaeus, 1758) g
- Omosita discoidea (Fabricius, 1775) i c g b
- Omosita funesta Reitter, 1873 g
- Omosita nearctica Kirejtshuk, 1987 g b
- Omosita scutellare Broun, 1880 g

Data sources : i = ITIS, c = Catalogue of Life, g = GBIF, b = Bugguide.net,,,

## Galerie

Espèces vivantes du genre Omosita.
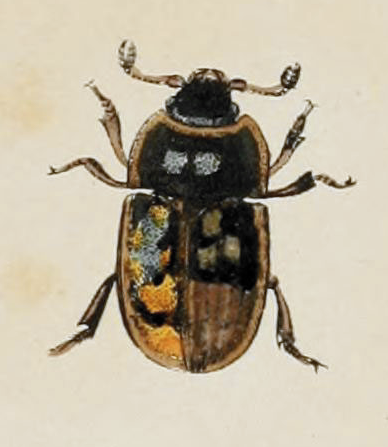
Omosita colon.
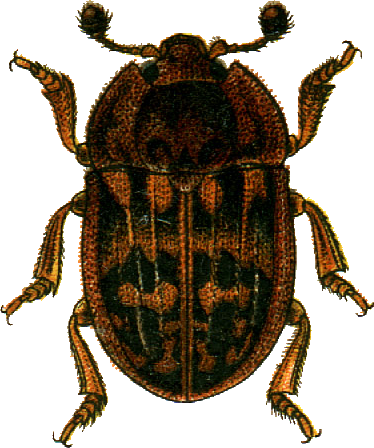
Omosita depressa.
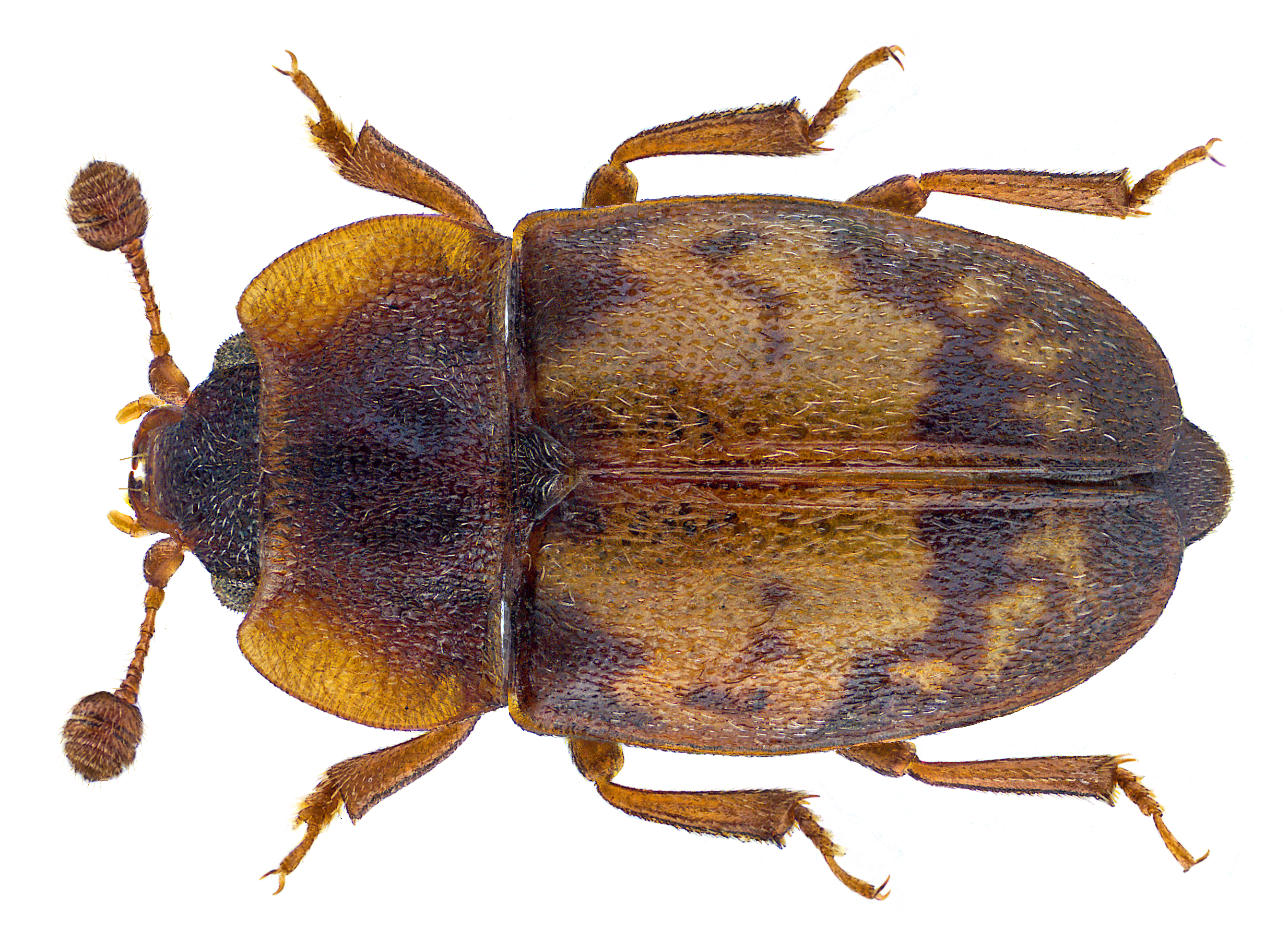
Omosita discoidea.
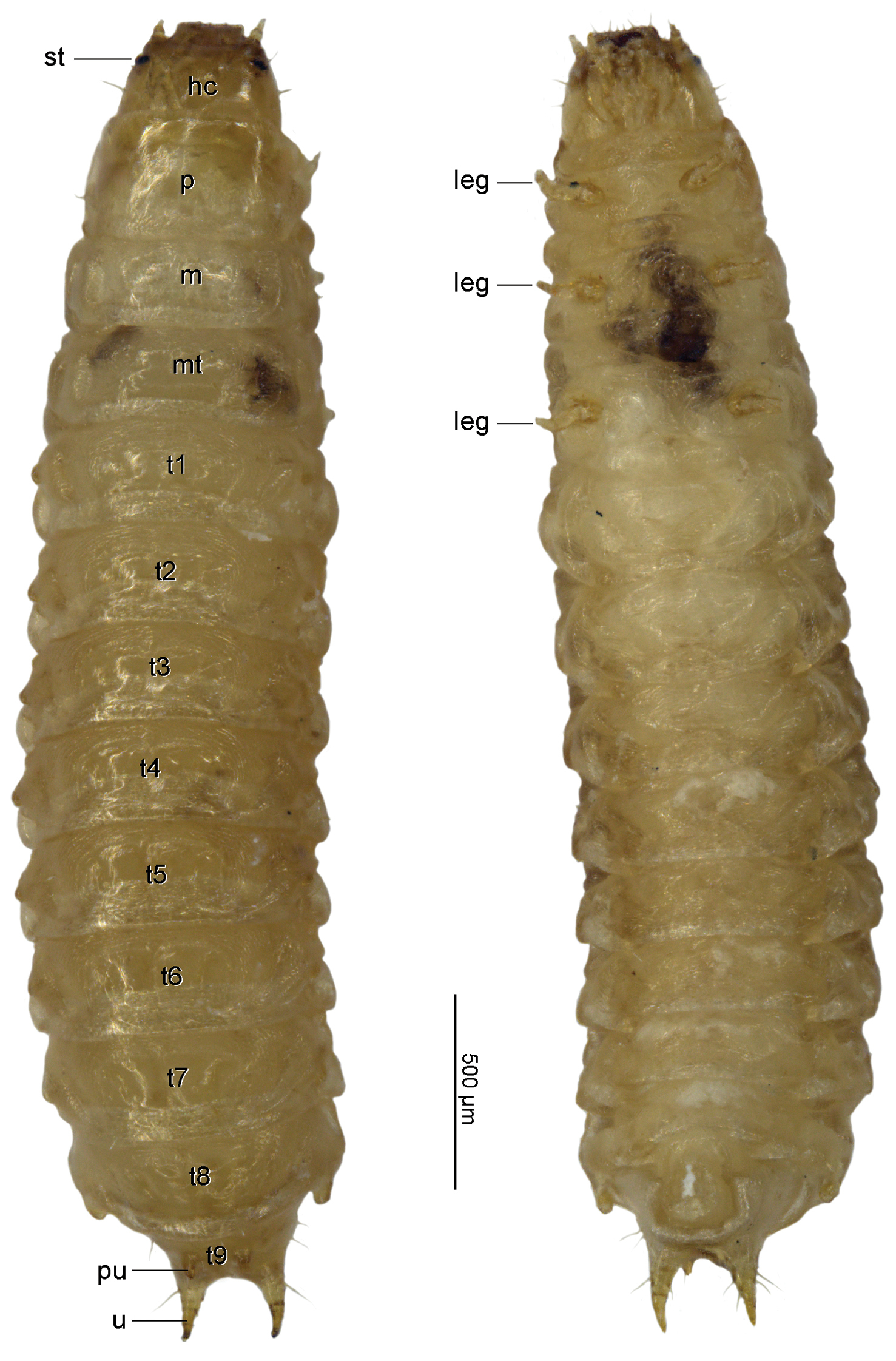
Omosita neartica - larves.

### Publication originale
- [1843] (de) Wilhelm Ferdinand Erichson, « Versuch einer systematischen Eintheilung der Nitidularien », Zeitschrift für die Entomologie, vol. 4, no (1-2),‎ 1843, p. 225-361.